# Église Saint-Martin d'Esquéhéries
L'église Saint-Martin est une église située à Esquéhéries, en France.

## Localisation
L'église est située sur la commune d'Esquéhéries, dans le département de l'Aisne.

## Description
L'église Saint-Martin est par sa taille et sa cohérence une des plus remarquables églises de Thiérache. Construite entièrement en brique à l'exception du soubassement extérieur en grès, elle forme un rectangle de 33 x 11 mètres avec une tour saillante d'environ 5 mètres de diamètre à chaque angle.
Église refuge située sur un tertre dominant le village, elle comporte une salle forte et environ 40 meurtrières réparties sur tout l'édifice. Jadis plafonnée la nef, qui comporte quatre travées aux baies agrandies au XIXe siècle, est voûtée d'ogives en brique creuse depuis 1922.
Très homogène malgré ces remaniements, l'église paraît construite d'un seul jet dans la première moitié du XVIIe siècle.

## Historique
L'église Saint-Martin est construite entre 1570 (date à laquelle le duc de Guise autorise la vente d'une partie des terres pour la reconstruction d'un lieu de culte dans la commune) et 1670.
Elle sert de fabrique de poudre pendant la Révolution puis est agrandie à la fin du XIXe siècle. Fortement endommagée par la Première Guerre mondiale elle est reconstruite à partir de 1922 avec un plafond en voute d'ogives de brique creuse.
Le monument est inscrit au titre des monuments historiques en 1934.

## Mobilier
Les vitraux et l'essentiel du mobilier de l'église sont classés à l'inventaire général du patrimoine culturel en particulier :
- un christ du XVIe
- une cuve baptismale, un confessionnal et une armoire du XVIIe.

## Galerie

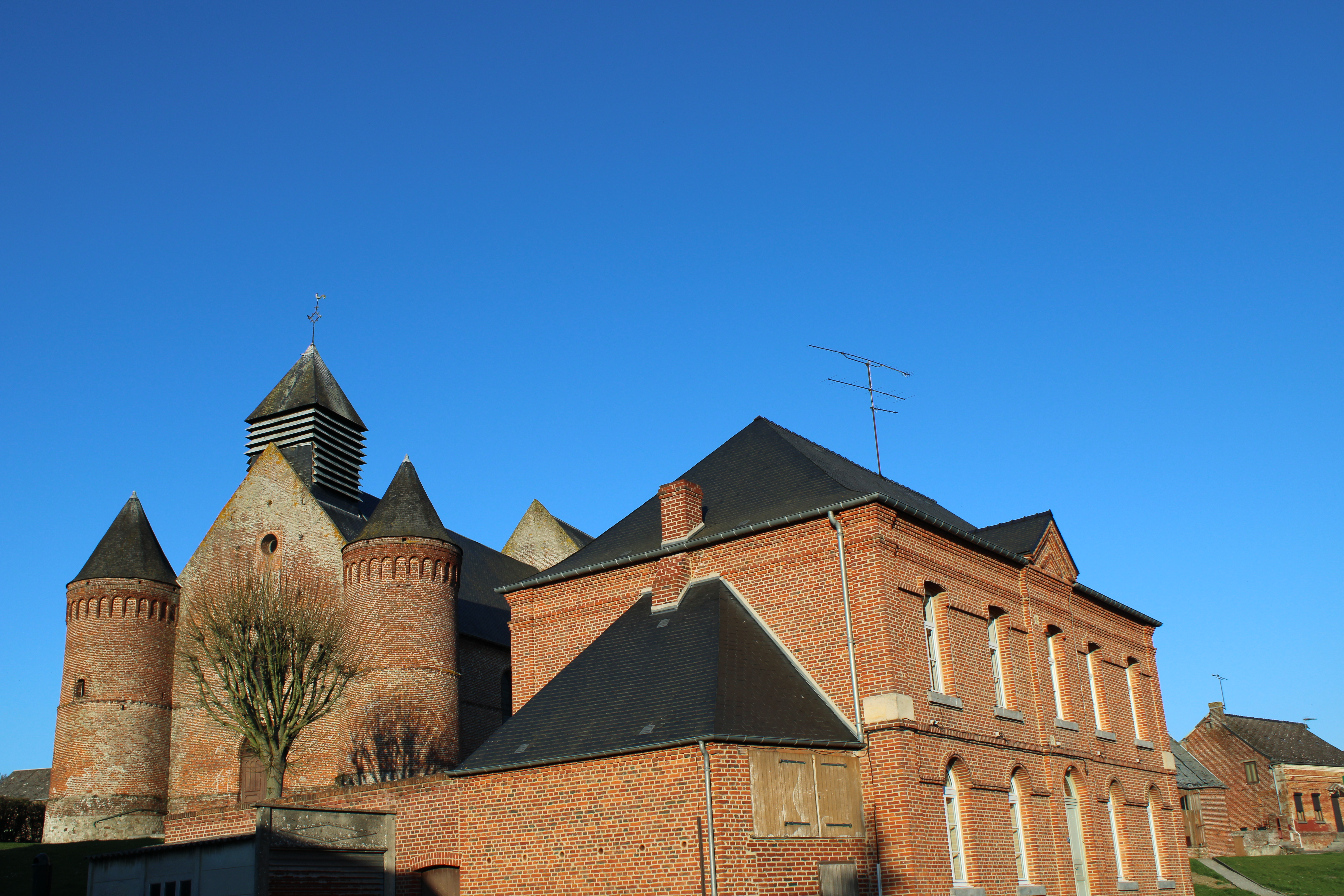
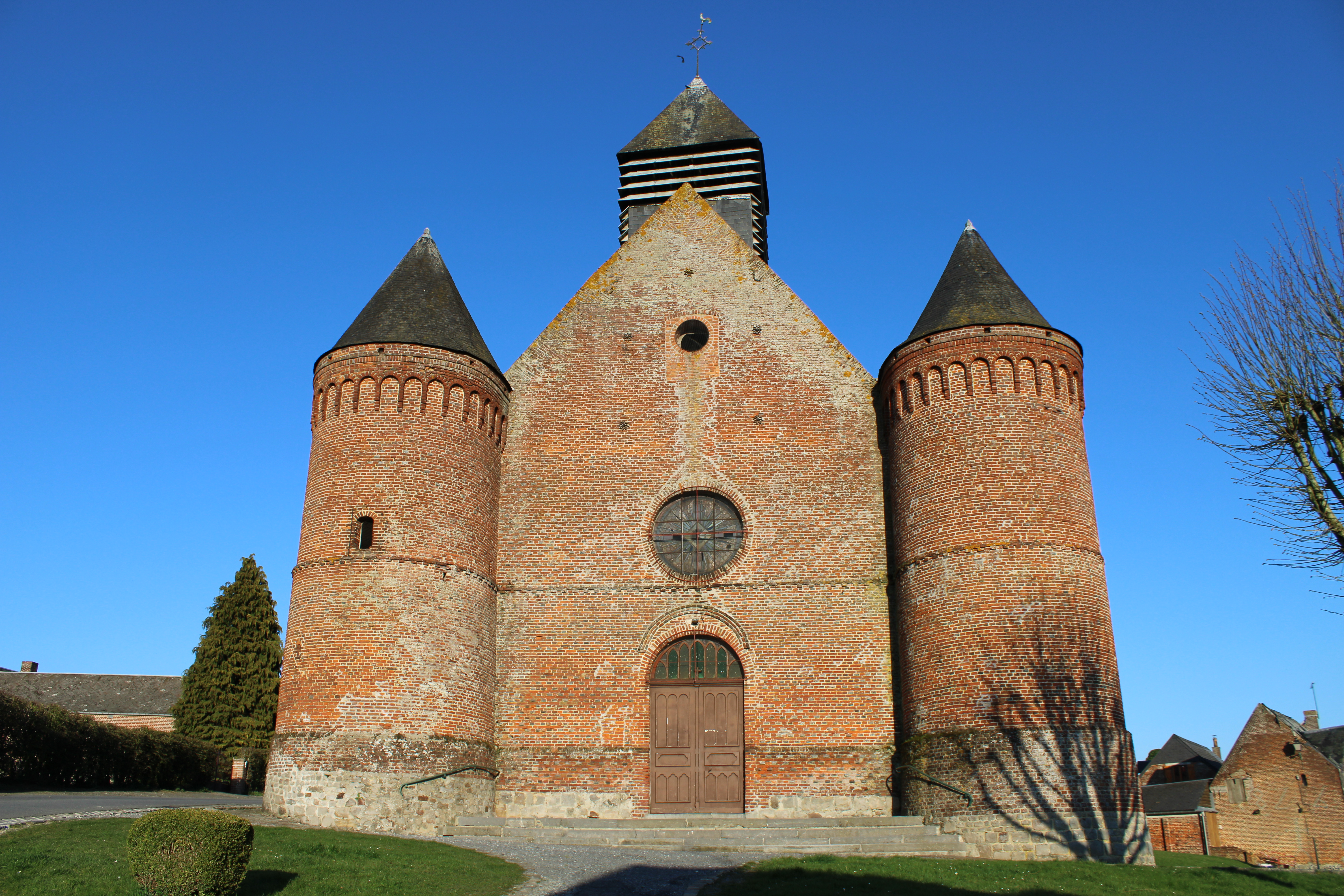
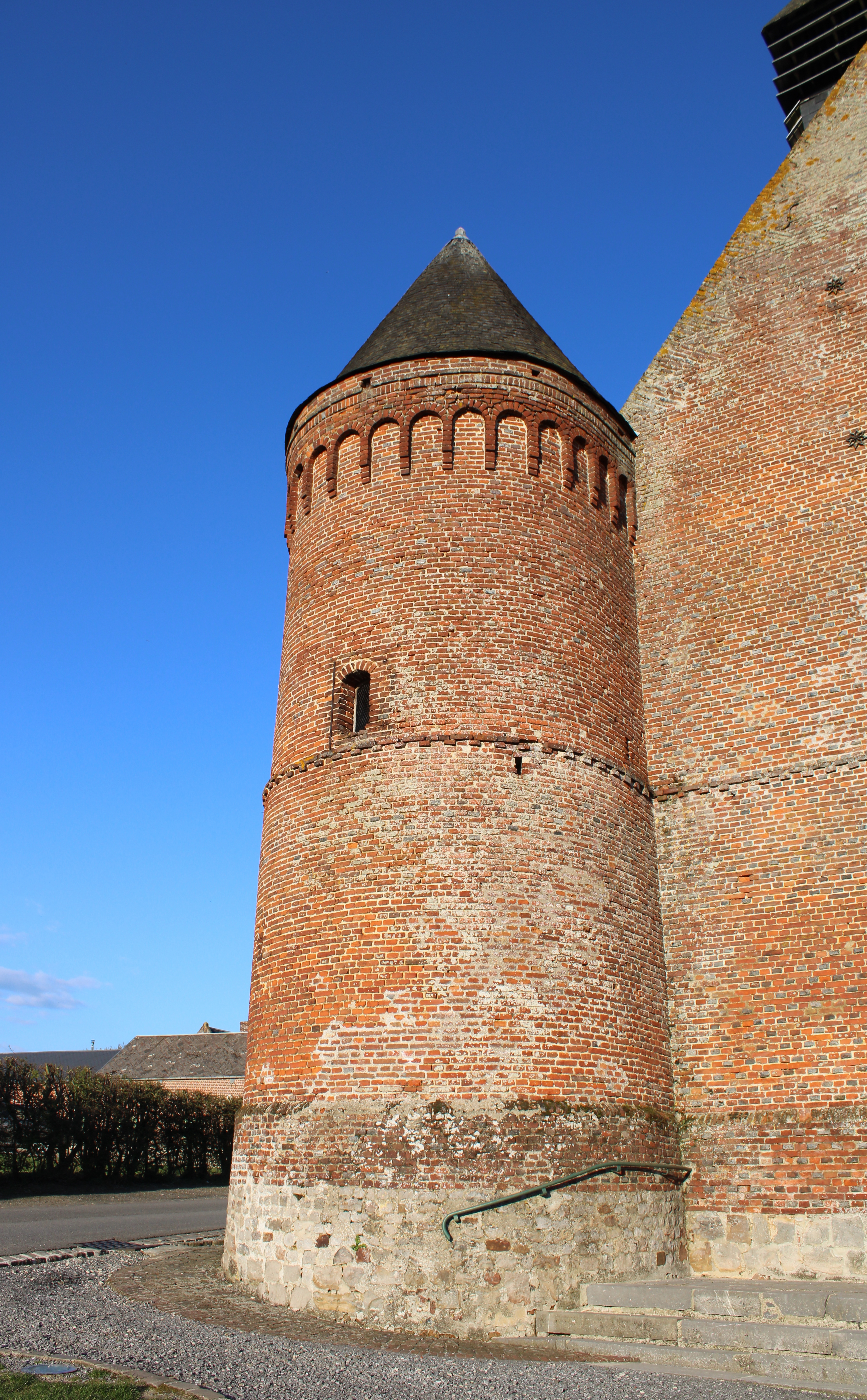
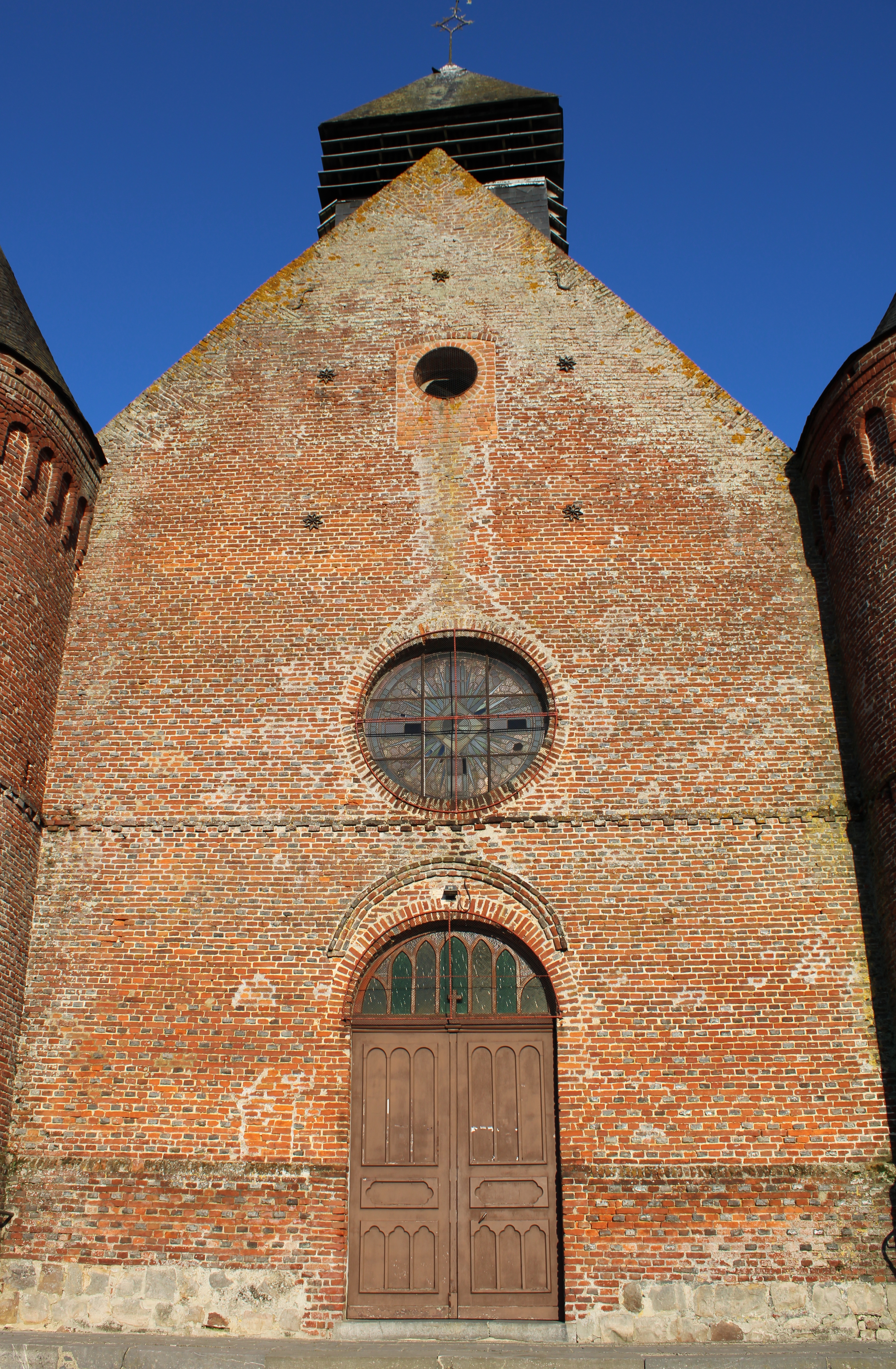

## Abbés
- 1937 : Bacquet, curé[3].